# Moby Baby Two
La Moby Baby Two è stata una nave traghetto, appartenuta alla compagnia di navigazione italiana Moby Lines dal 2000 al 2024.

## Servizio
La nave fu varata presso gli Schichau Seebeckwerft AG di Bremerhaven il 28 settembre 1974 col nome di Kattegat II. Il 21 dicembre dello stesso anno entrò in servizio per conto della Juelsminde-Kalundborg Linien tra Juelsminde e Kalundborg, col nome cambiato in Kalle III. Nel 1981 passò di proprietà alla compagnia danese K/S Difko XVI, che la noleggiò nuovamente ai precedenti proprietari.
Rimase in servizio sulla rotta originaria fino al giugno 1983. Il mese seguente fu noleggiata alla Rederi Ab Sally, prendendo il nome di The Viking e venendo messa in servizio tra Ramsgate e Dunkerque. Il noleggio terminò nel gennaio 1989 e la nave fu noleggiata per due mesi alla B&I Line, che la impiegò nei collegamenti tra Dublino e Holyhead. Ad aprile l'unità fu nuovamente noleggiata, in quest'occasione alla compagnia finlandese Vasabåtarna, che la rinominò Wasa Prince e la immise sulla rotta Vaasa - Umeå. A dicembre l'unità tornò in servizio per Sally Line tra Ramsgate e Dunkerque, mentre ad aprile 1990 passò nuovamente alla Vasabåtarna, che la impiegò sulla stessa linea dell'anno precedente.
Nel febbraio 1991 la nave passò alla Difko Leasing International A/S, venendo noleggiata, a partire da giugno, alla danese Bornholmstrafikken. Con questa compagnia, l'unità, rinominata Peder Olsen, operò con base nel porto di Rønne, effettuando collegamenti con Ystad (Svezia), Copenaghen e Sassnitz (Germania). Tra giugno e settembre 1998 la nave fu impiegata nelle linee verso la Polonia, facendo scalo a Świnoujście. 
Nell'ottobre 1999 la nave fu posta in disarmo. Fu venduta alla Moby Lines nel gennaio 2000, prendendo il nome di Moby Lally ed entrando in servizio, a giugno, tra Genova e Bastia.  

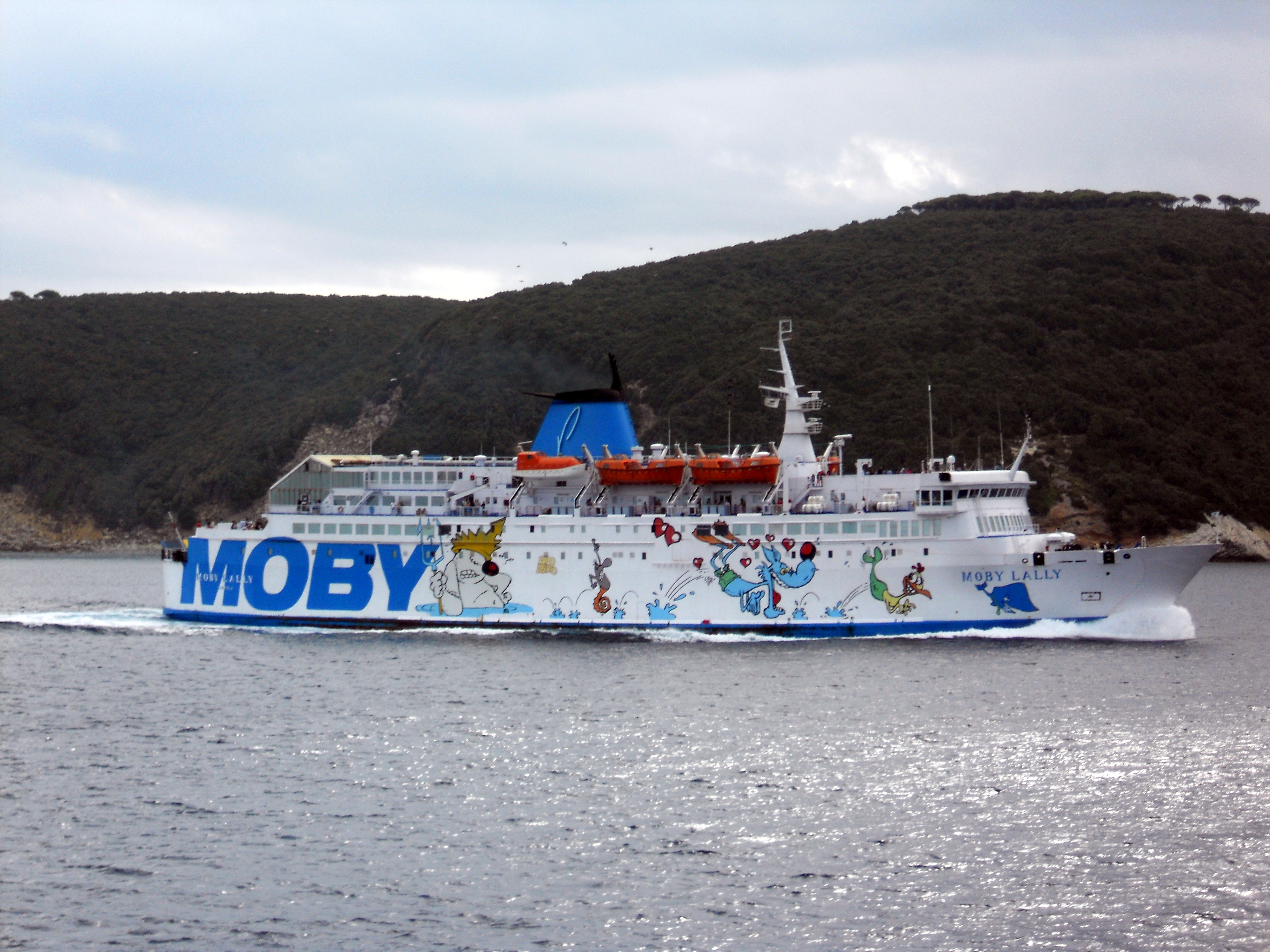
Moby Lally in navigazione verso Portoferraio nel 2014.

Dal 2001 il traghetto è utilizzato tutto l'anno per la rotta Piombino-Portoferraio, venendo sporadicamente impiegato sulle linee per la Corsica fino al 2009. 
Il 20 gennaio 2017 la nave cambiò nome in Moby Baby Two.

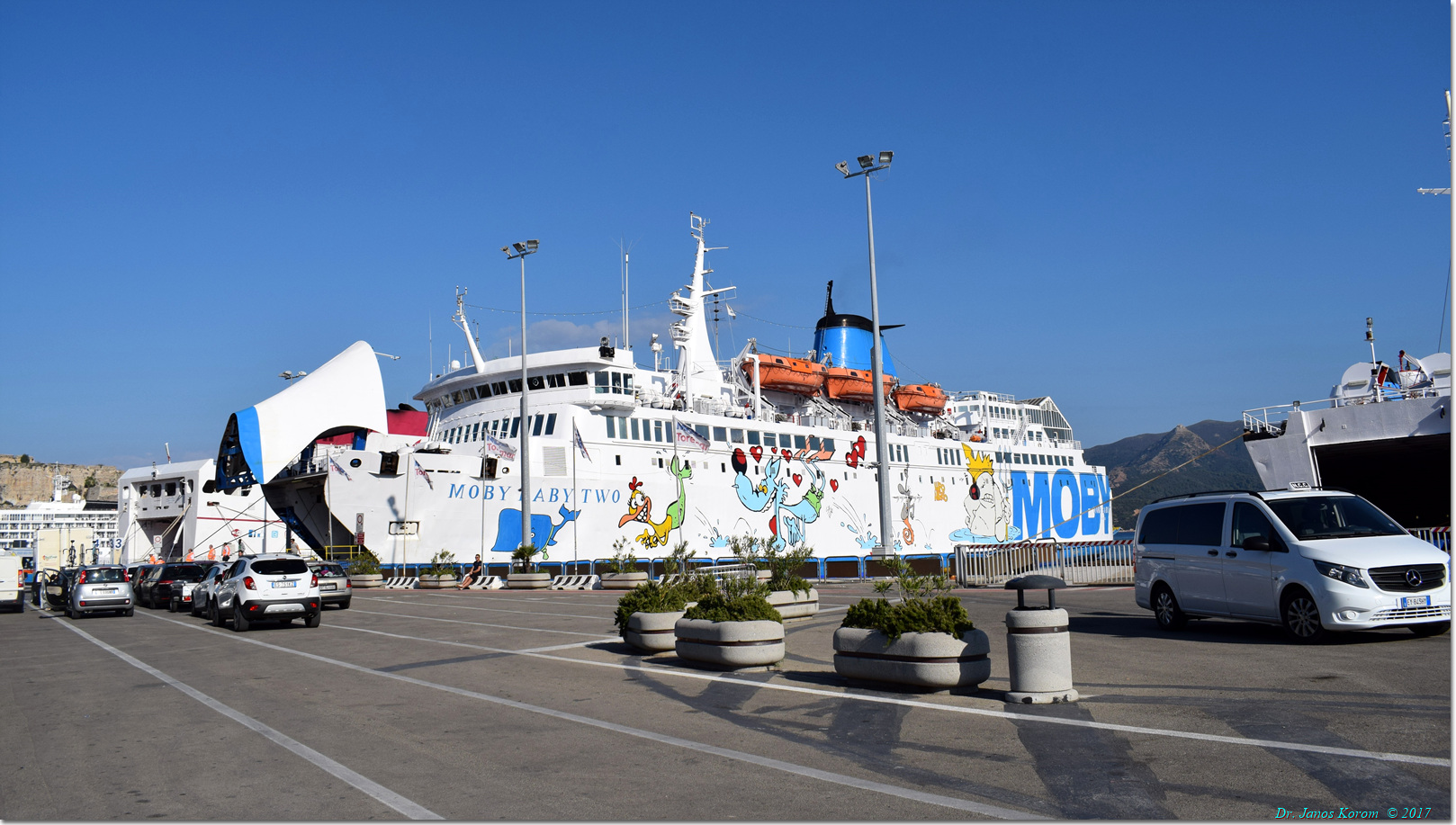
Moby Baby Two di prua a Portoferraio

Nel novembre 2021 la nave parte da Portoferraio per Menzel Bourguiba, dove arriva il 2 dicembre, per lavori di manutenzione. Torna in servizio sui collegamenti per l'Isola d'Elba nel luglio dell'anno seguente.
Il 30 Settembre 2024 la nave, dopo ventitré anni di servizio per Moby, viene posta in disarmo a Piombino, e il 20 Ottobre venduta per demolizione.
Il 25 Novembre viene trasferita a Portoferraio per essere sottoposta ai lavori propedeutici alla demolizione.
Il 3 dicembre lascia il porto di Portoferraio con destinazione uno dei cantieri di demolizione di Aliağa, viene ancorata al largo di Aliağa nel pomeriggio del 6 Dicembre e il 12 Dicembre viene spiaggiata per demolizione. 

## Navi gemelle
- Djursland II (demolita nel 2010), IMO 7360667
- Travemünde (demolita nel 2022), IMO 7104441